# Lorenzo Batlle
Pour les articles homonymes, voir Batlle.
Lorenzo Cristóbal Manuel Batlle y Grau (Montevideo, vice-royauté du Río de la Plata, 10 août 1810 – Montevideo, Uruguay, 8 mai 1887), militaire et homme d'État uruguayen, président de la République du  1er mars 1868 au 1er mars 1872.

## Biographie

### Les débuts
Lorenzo Batlle nait le 10 août 1810 dans le faubourg montévidéen de la Aguada, au sein d’une famille catalane originaire de Sitges. 
Son père –  José Batlle y Carreó – est un prospère commerçant du Montevideo colonial et reste fidèle à la couronne lorsque la guerre d’indépendance éclata. La famille se réfugie à Río de Janeiro au moment du retrait des troupes espagnoles de Montevideo et ses propriétés sont alors confisquées par le gouvernement de Artigas (quoique partiellement restituées lors de la prise de la Province orientale par les Portugais en 1817). 
Leur puissance perdue, les Batlle quittent Montevideo en 1820 pour regagner l’Espagne et s'installer à Barcelone. Lorenzo y commence ses études avant de fréquenter le collège dominicain de Sorèze (dans le Tarn, en France) puis l’Academia de Nobles y Militares de Madrid où, en 1823, il assiste à l’exécution du général libéral Rafael de Riego ; événement qui semble l’avoir profondément marqué. Il ne retourne à Montevideo qu’en 1831 pour y reprendre les affaires familiales, notamment le moulin à farine de la Aguada.
Engagé dans l'armée en 1833, il sert sous les ordres du gouvernement de la Défense durant la grande guerre (1839-1852). Le conflit lui permet de déployer toutes ses capacités et de devenir l’une des figures du Parti colorado. Il entre à la Chambre des représentants comme député de Montevideo de 1842 à 1846, puis intègre l’Assemblée des Notables (qui fait office de pouvoir législatif avec le Conseil d’État, à partir de 1846). En 1845, aux côtés de la Légion italienne de Garibaldi, il se distingue lors de la prise de la ville de Colonia occupée par les forces du gouvernement du Cerrito. Il devient ministre de la Guerre et de la Marine en 1847 (menant avec succès la délicate expulsion du caudillo Fructuoso Rivera) et accède au grade de colonel en 1851.
Au lendemain de la grande guerre, il adhère à la « politique de fusion » qui consiste à rassembler  les Uruguayens au sein d’un nouveau parti et à neutraliser les responsables des divisions orientales (à savoir les caudillos et les irréconciliables partis colorado et blanco). Mais très vite il réintègre les rangs du Parti colorado et, en 1853, lorsque le président Juan Francisco Giró est renversé, il occupe le poste de ministre de la Guerre et de la Marine dans le gouvernement du Triumvirat. 
Lorenzo Batlle se rapproche par la suite d’un groupe de dissidents colorados hostiles aux caudillos (connu sous le nom de Parti conservateur) qui organise, en août 1855, un soulèvement contre l’unique survivant du Triumvirat, Venancio Flores. Cette « rébellion des Conservateurs » lui permet d’occuper le poste de ministre de la Guerre dans l’éphémère gouvernement de Luis Lamas. 
La crise terminée, le nouveau président Gabriel Antonio Pereira (partisan d’une « politique de fusion ») l’invite à intégrer son équipe dans un souci de réconciliation. Lorenzo Batlle devient alors ministre de l’Économie entre mars 1856 et novembre 1857, mais démissionne à la veille d’une nouvelle insurrection colorada qu’il n’appuie pas franchement. Cette attitude lui permet d’échapper à la répression qui s'ensuit et qui culmine avec le massacre de Quinteros, en février 1858.
Il se retire ensuite de la vie politique jusqu’en 1865, date à laquelle le soulèvement victorieux de Venancio Flores (appuyé par l’empire du Brésil) lui ouvre, une nouvelle fois, les portes du ministère de la Guerre et de la Marine.

### La présidence de la République
L'assassinat des anciens présidents Venancio Flores et Bernardo Prudencio Berro permet à Lorenzo Batlle  d'être élu président de la République, le 1er mars 1868. Mais dès ses débuts, il doit affronter une grave crise politique en raison de l’opposition de certains colorados et, surtout, du Parti blanco. 
Les caudillos colorados (qui agissent souvent à leur guise dans les départements) profitent de la disparition du charismatique Venancio Flores et de l’instabilité politique du moment pour obtenir davantage d’autonomie. Plusieurs soulèvements éclatent alors, notamment ceux de Máximo Pérez en 1868 et de Francisco Caraballo l’année suivante. Bien que sans lendemain, ces troubles révèlent au grand jour la fragilité du pouvoir central.  
Lorenzo Batlle dirige, par ailleurs, le pays en s’appuyant exclusivement sur le Parti colorado. Cette politique hostile aux blancos l’obligea à affronter un puissant mouvement insurrectionnel organisé par des membres du Parti blanco depuis l'Argentine et dirigé par le caudillo Timoteo Aparicio. Ce soulèvement – appelé « révolutions des Lances » – dura de 1870 à 1872 et constitua l'une des guerres civiles les plus longues et les plus sanglantes de l'Uruguay du XIXe siècle. Longtemps interprété à la seule lumière des luttes pour le pouvoir, l'historiographie moderne insiste sur un affrontement entre deux univers distincts qui coexistaient dans le pays : l'urbain, portuaire, européanisé et commercial (représenté par Montevideo et le Parti colorado) et le rural, méditerranéen, autosuffisant et lié à l'élevage (représenté par la campagne – pas encore contrôlée par un État en voie de consolidation – et le Parti blanco).
Le 1er mars 1872, au terme de son mandat et sans avoir pu rétablir la situation, Lorenzo Batlle remet le pouvoir au président du Sénat, Tomás Gomensoro. Ce dernier parvient finalement à signer un accord – connu sous le nom de « Paix d'Avril » – avec les insurgés, le 6 avril 1872.
La présidence Batlle est également marquée par une crise financière liée à la disparition des conditions favorables créées par la guerre du Paraguay (Montevideo constituait un point d'approvisionnement pour les troupes de la Triple-Alliance qui se dirigeaient vers le front). L'afflux de capitaux investis dans divers domaines, pour la plupart spéculatifs, prend fin en 1868 et le fragile système bancaire uruguayen, sur lequel l’État n'a quasiment aucun contrôle, s'effondre. C’est alors que la politique monétaire du gouvernement entraîne la division de l’opinion publique entre les partisans de la convertibilité du papier-monnaie en or (oristas) et les adeptes du cours forcé du papier-monnaie (cursistas). Cette querelle marque fortement la période, même si certains historiens ont peut-être surestimé son importance en dehors du strict cadre urbain et du monde des affaires.

### Composition du gouvernement
| Ministère           | Titulaire                     | Période     |
| ------------------- | ----------------------------- | ----------- |
| Intérieur           | Héctor Varela                 | 1868        |
| Intérieur           | Emeterio Regúnaga             | 1868 – 1869 |
| Intérieur           | José Cándido Bustamante       | 1869 - 1872 |
| Affaires étrangères | José Eugenio Ellauri          | 1868        |
| Affaires étrangères | Manuel Herrera y Obes         | 1868 - 1869 |
| Affaires étrangères | Alejandro Magariños Cervantes | 1869        |
| Affaires étrangères | Alfredo Rodríguez             | 1869 – 1870 |
| Affaires étrangères | Manuel Herrera y Obes         | 1870 - 1872 |
| Finances            | Emeterio Regúnaga             | 1868        |
| Finances            | Pedro Bustamante              | 1868        |
| Finances            | Daniel Zorrilla               | 1868 – 1869 |
| Finances            | Alejandro Magariños Cervantes | 1869        |
| Finances            | Duncan Stewart                | 1869 - 1872 |
| Guerre et Marine    | José Gregorio Suárez          | 1868 - 1869 |
| Guerre et Marine    | Juan Pablo Rebollo            | 1869        |
| Guerre et Marine    | José Augusto Posolo           | 1869 - 1870 |
| Guerre et Marine    | Trifón Ordóñez                | 1870 - 1872 |

### Les dernières années
Lorenzo Batlle n'occupe plus de charges importantes par la suite, sauf en 1877, durant le gouvernement de Lorenzo Latorre. Il participe alors, dans le cadre du retour à la normalité institutionnelle, à une commission chargée de préparer les élections législatives de l'année suivante.
Bien que nommé brigadier-général par le gouvernement de Máximo Santos en 1882, il s’exile à Buenos Aires. Il y rejoint les opposants au régime qui organisent un soulèvement armé (auquel participe son fils, José Batlle y Ordóñez) et qui se termine le 31 mars 1886 par l’échec de la « révolution du Quebracho ». Après le départ de Máximo Santos en novembre 1886, Lorenzo Batlle retourne à Montevideo où il meurt le 8 mai 1887.

### Descendance
Lorenzo Batlle épouse en 1855 Amalia Ordóñez Duval, dont il a deux enfants :  José en 1856 et Luis en 1861.
La famille Batlle, qui compte parmi les familles les plus éminentes du Parti colorado, donne quatre présidents de la république à l’Uruguay :  Lorenzo, son fils José Batlle y Ordóñez (de 1903 à 1907, puis de 1911 à 1915), son petit-fils Luis Batlle Berres (de 1947 à 1951) et son arrière-petit-fils Jorge Batlle Ibáñez (de 2000 à 2005).

## Source
- (es) Cet article est partiellement ou en totalité issu de l’article de Wikipédia en espagnol intitulé « Lorenzo Batlle » (voir la liste des auteurs).